# Castilblanco de los Arroyos
Castilblanco de los Arroyos ist eine Gemeinde in der Provinz Sevilla in Spanien mit 5.134 Einwohnern (Stand: 2024). Sie liegt in der Comarca Sierra Norte in Andalusien.

## Geografie
Sie befindet sich innerhalb der Sierra Morena. Sie grenzt im Norden an Almadén de la Plata, im Nordwesten an El Ronquillo, im Westen an Guillena, im Süden an die Gemeinden Alcalá del Río, Burguillos und Villaverde del Río, im Südosten an Cantillana und im Osten an El Pedroso.

## Geschichte
Die Siedlung geht auf die Römerzeit zurück und wurde nach der christlichen Eroberung Andalusiens durch Ferdinand III. in die Provinz Sevilla eingeteilt. Sie diente ab dem Mittelalter als Verbindungsweg nach Kastilien.

## Wirtschaft
Wirtschaftlich sind der Anbau von Palmöl und der Tourismus von Bedeutung.

## Sehenswürdigkeiten
- Pfarrkirche Iglesia Parroquial del Divino Salvador
- Wallfahrtskirche Ermita de San Benito